# NGC 3772
NGC 3772 is een balkspiraalstelsel in het sterrenbeeld Leeuw. Het hemelobject werd op 10 april 1785 ontdekt door de Duits-Britse astronoom William Herschel.

## Synoniemen
- UGC 6598
- MCG 4-28-6
- ZWG 127.8
- PGC 36005